# Mala Roztoka, Irșava
Mala Roztoka (în ucraineană Мала Розтока) este un sat în comuna Dubrivka din raionul Irșava, regiunea Transcarpatia, Ucraina.

## Demografie
Componența lingvistică a localității Mala Roztoka
     Ucraineană (99,8%)
     Alte limbi (0,2%)
Conform recensământului din 2001, majoritatea populației localității Mala Roztoka era vorbitoare de ucraineană (99,8%), existând în minoritate și vorbitori de alte limbi.